# Stäringe Karin
Stäringe Karin är en äppelsort vars ursprung är Södermanland, Sverige. Äpplets skal är av en rödaktig och grönaktig färg, köttet är syrligt. Stäringe Karin mognar i september. I Sverige odlas Stäringe Karin gynnsammast i zon 1–3.